# Шелару (комуна)
Шелару (рум. Șelaru) — комуна у повіті Димбовіца в Румунії. До складу комуни входять такі села (дані про населення за 2002 рік):
- Глоговяну (922 особи)
- Ф'єрбінць (1741 особа)
- Шелару (1289 осіб)

Комуна розташована на відстані 62 км на захід від Бухареста, 52 км на південь від Тирговіште, 119 км на схід від Крайови, 134 км на південь від Брашова.

## Населення
За даними перепису населення 2002 року у комуні проживали 3952 особи. Усі жителі комуни рідною мовою назвали румунську.
Національний склад населення комуни:
| Національність | Кількість осіб | Відсоток |
| -------------- | -------------- | -------- |
| румуни         | 3951           | > 99,9%  |
| цигани         | 1              | < 0,1%   |

Склад населення комуни за віросповіданням:
| Релігія       | Кількість осіб | Відсоток |
| ------------- | -------------- | -------- |
| православні   | 3890           | 98,4%    |
| п'ятдесятники | 33             | 0,8%     |
| лютерани      | 21             | 0,5%     |
| бретрени      | 8              | 0,2%     |